# Stibarenches bifissa
Stibarenches bifissa är en fjärilsart som beskrevs av Edward Meyrick 1930. Stibarenches bifissa ingår i släktet Stibarenches och familjen stävmalar. Inga underarter finns listade i Catalogue of Life.